# 축구 국가대표팀 목록

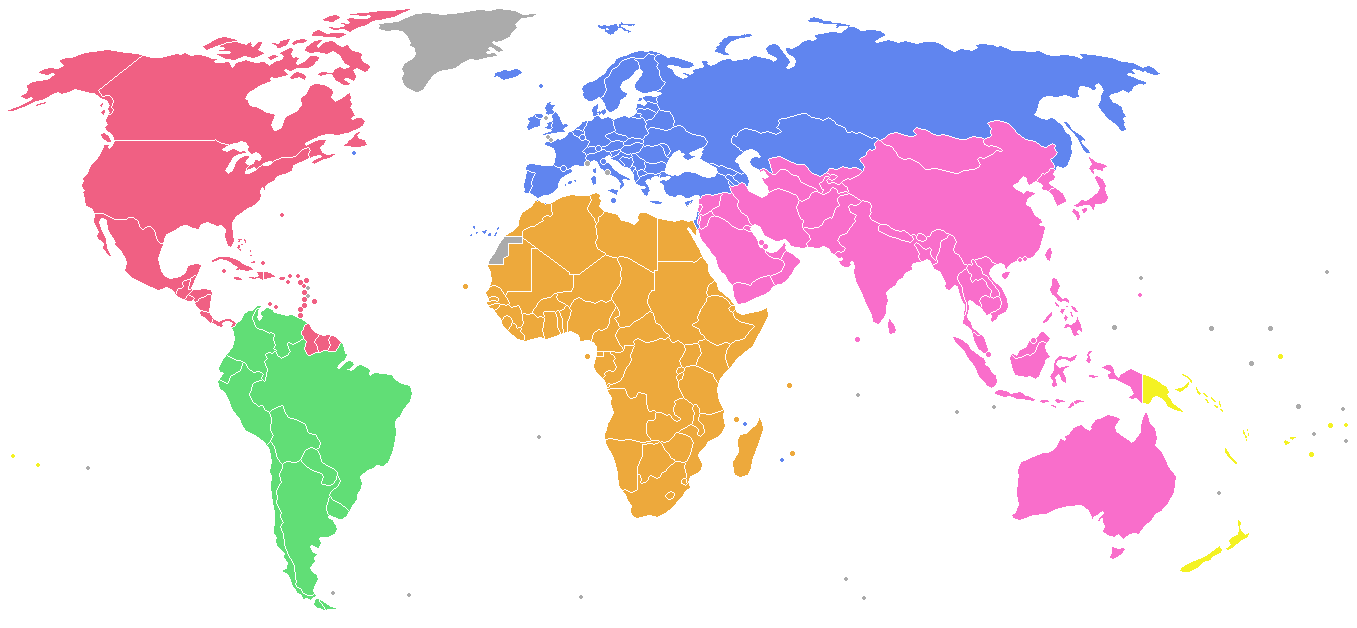
6개 대륙으로 구분된 세계 지도

각 대륙 연맹별로 정리된 축구 국가대표팀 목록이다. 현재(2016년 5월) 211개의 축구 국가대표팀(목록)이 개별 국가들의 축구 연맹을 통해 FIFA(국제 축구 연맹)에 소속되어 있다. 이들 211개 팀들은 FIFA 월드컵에 참가할 자격이 있으며 211개 팀들간의 경기는 공식적인 국제 경기로 기록된다. 이렇게 공인된 국제 경기 중 최근 4년간의 경기 실적을 바탕으로 211개 팀들의 순위를 매긴 것이 FIFA 랭킹이며 이는 매 월마다 FIFA가 발표한다. 이 FIFA 랭킹은 각 국가대표팀의 실력을 비교하는 데 사용된다. 현재 6개 대륙별 축구 연맹이 있으며 FIFA에 가입된 회원국들은 모두 각 대륙 연맹에 소속되어 있다. 아래 대륙별 연맹이 소개되어 있다.
- 남미 - 남미 축구 연맹 (CONMEBOL)
- 북중미와 카리브 지역 - 북중미카리브 축구 연맹 (CONCACAF)
- 아시아 - 아시아 축구 연맹 (AFC)
- 아프리카 - 아프리카 축구 연맹 (CAF)
- 오세아니아 - 오세아니아 축구 연맹 (OFC)
- 유럽 - 유럽 축구 연맹 (UEFA)

한편 이들 대륙 연맹에 속하지 않는 대표팀들도 있다.(혹은 준회원 자격으로 속한다) 이들은 모두 FIFA에 속하지 않는다. 반면에, 대륙 연맹의 정회원임에도 FIFA 회원국이 아닌 경우도 있다.

## AFC(아시아)
| - 괌 - 네팔 - 대한민국 - 동티모르 - 라오스 - 레바논 - 마카오 - 말레이시아 - 몰디브 - 몽골 - 미얀마 - 바레인 - 방글라데시 | - 베트남 - 부탄 - 북마리아나 제도4, 5 - 브루나이 - 사우디아라비아 - 스리랑카 - 시리아 - 싱가포르 - 아랍에미리트 - 아프가니스탄 - 예멘 - 오만 | - 오스트레일리아1 - 요르단 - 우즈베키스탄 - 이라크 - 이란2 - 인도 - 인도네시아 - 일본 - 조선민주주의인민공화국 - 중국 - 중화 타이베이3 | - 카타르 - 캄보디아 - 쿠웨이트 - 키르기스스탄 - 타지키스탄 - 태국 - 투르크메니스탄 - 파키스탄 - 팔레스타인 - 필리핀 - 홍콩 |

1: OFC 이전 회원국(2006년 AFC에 가입) 

2: 중앙-남아시아 축구 연맹과 서아시아 축구 연맹의 동시 회원국 

3: OFC 이전 회원국(1975-1989) 

4: OFC 이전 회원국 

5: AFC 회원국이지만 FIFA 회원국은 아님.

## CAF(아프리카)
| - 가나 - 가봉 - 감비아 - 기니 - 기니비사우 - 나미비아 - 나이지리아 - 남수단 - 남아프리카 공화국 - 니제르 - 라이베리아 - 레소토 - 레위니옹1 - 르완다 | - 리비아 - 마다가스카르 - 말라위 - 말리 - 모로코 - 모리셔스 - 모리타니 - 모잠비크 - 베냉 - 보츠와나 - 부룬디 - 부르키나파소 - 상투메 프린시페 - 세네갈 | - 세이셸 - 소말리아 - 수단 - 시에라리온 - 알제리 - 앙골라 - 에리트레아 - 에스와티니 - 에티오피아 - 우간다 - 이집트 - 잔지바르1, 2 - 잠비아 - 적도 기니 | - 중앙아프리카 공화국 - 지부티 - 짐바브웨 - 차드 - 카메룬 - 카보베르데 - 케냐 - 코모로 - 코트디부아르 - 콩고 공화국 - 콩고 민주 공화국 - 탄자니아 - 토고 - 튀니지 |

1: CAF 준회원국이지만 FIFA 회원국은 아님. 

2: NF-보드의 임시 회원국.

## CONCACAF(북아메리카·중앙아메리카와 카리브해)
| - 가이아나 - 과들루프1 - 과테말라 - 그레나다 - 니카라과 - 도미니카 공화국 - 도미니카 연방 - 마르티니크1 - 멕시코 - 몬트세랫 - 미국 | - 미국령 버진아일랜드 - 바베이도스 - 바하마 - 버뮤다 - 벨리즈 - 보네르섬1 - 생마르탱1 - 세인트루시아 - 세인트빈센트 그레나딘 - 세인트키츠 네비스 - 신트마르턴1 | - 수리남 - 아루바 - 아이티 - 앤티가 바부다 - 앵귈라 - 엘살바도르 - 영국령 버진아일랜드 - 온두라스 - 자메이카 - 캐나다 - 케이맨 제도 | - 코스타리카 - 쿠바 - 퀴라소 - 터크스 케이커스 제도 - 트리니다드 토바고 - 파나마 - 푸에르토리코 - 프랑스령 기아나1 |

1: CONCACAF 회원국이지만 FIFA 회원국은 아님.

## CONMEBOL(남아메리카)
| - 베네수엘라 - 볼리비아 - 브라질 - 아르헨티나 - 에콰도르 | - 우루과이 - 콜롬비아 - 칠레 - 파라과이 - 페루 |

## OFC(오세아니아)
| - 누벨칼레도니 - 뉴질랜드 - 바누아투 - 사모아 | - 솔로몬 제도 - 아메리칸사모아 - 쿡 제도 - 타히티 | - 통가 - 파푸아뉴기니 - 피지 |

## UEFA(유럽)
| - 그리스 - 네덜란드 - 노르웨이 - 덴마크 - 독일 - 라트비아 - 러시아 - 루마니아 - 룩셈부르크 - 리투아니아 - 리히텐슈타인 - 몬테네그로 - 몰도바 - 몰타 | - 벨기에 - 벨라루스 - 보스니아 헤르체고비나 - 북마케도니아 - 북아일랜드 - 불가리아 - 산마리노 - 세르비아 - 스웨덴 - 스위스 - 스코틀랜드 - 스페인 - 슬로바키아 - 슬로베니아 | - 아르메니아 - 아이슬란드 - 아일랜드 - 아제르바이잔 - 안도라 - 알바니아 - 에스토니아 - 오스트리아 - 우크라이나 - 웨일스 - 이스라엘 - 이탈리아 - 잉글랜드 - 조지아 | - 지브롤터 - 체코 - 카자흐스탄2 - 코소보 - 크로아티아 - 키프로스 - 튀르키예 - 페로 제도 - 포르투갈 - 폴란드 - 프랑스 - 핀란드 - 헝가리 |

1: AFC 이전 회원국(AFC 1972-1994; 1994년에 UEFA에 가입) 

2: AFC 이전 회원국(2002년에 UEFA에 가입)

## FIFA 구 회원국
- 체코슬로바키아
- 동독
- 자르 보호령
- 베트남 공화국
- 남예멘
- 소련
- 유고슬라비아
- 세르비아 몬테네그로
- 네덜란드령 안틸레스
- 독립국가연합

## 같이 보기
- 전 세계 축구 협회 목록
- FIFA 국가별 코드 목록
- 여자 축구 국가대표팀 목록
- 축구 대회 목록